# Кузьмин, Александр Константинович
Александр Константинович Кузьмин (род. 17 марта 1947, Белово, Кемеровская область) — советский хоккеист, вратарь. Советский и российский тренер. Заслуженный тренер России.

## Биография
Начинал играть за «Шахтёр» Белово, выступал за сборную города по футболу. В 1965 году поступил в Омский институт физической культуры. В сезоне 1966/67 играл в первенстве РСФСР за «Волгу» Куйбышев. Три сезона отыграл за омский «Локомотив»; чемпион и лучший вратарь РСФСР (1969). В 1970—1971 годах выступал за СКА (Новосибирск), после чего был приглашён в тюменский «Водник». Сезон 1971/73 начал в челябинском «Тракторе», в составе которого в октябре провёл три матча в чемпионате СССР — 14 числа в гостях против «Автомобилиста» (5:5), 18 — дома против «Спартака» (1:9) и 25 — дома против ЦСКА (5:16): после первого периода при счёте 1:5 заменил Леонида Герасимова. Затем вернулся в тюменскую команду, сменившую название на «Рубин». В 1979 году вышел с командой в первую лигу и, проведя там один сезон, завершил карьеру.
В 1970 году был призван в команду СКА (Новосибирск). В 1971 году на первенстве вооруженных сил в Свердловске его пригласили в «Водник» Тюмень, а затем в команду высшей лиги — челябинский «Трактор». Отыграв сезон (всего 3 игры, пропущено 20 шайб), в 1973 году вернулся в Тюмень, где провёл восемь сезонов в «Рубине». В 1979 году команда вышла в первую лигу.
Окончив Высшую школу тренеров в Москве, с 1983 возглавил «Рубин». Высшее достижение — полуфинал Кубка Межнациональной хоккейной лиги (1996). Был главным тренером команды до 1999 года, в сезоне 1999/2000 — помощник Владимира Гольца. Снова главный тренер в сезонах 2000/01, 2008/09, 2010/11, тренер в сезоне 2011/12.
Главный тренер «Шахтёра» Прокопьевск (2001/02, до 10 января), «Кедра» Новоуральск (24 января 2002—2003/04). Последний главный тренер клуба «Динамо-Энергия» (2006/07). Тренер «Газовика-2» (2009/10). Старший (2012/13, до 26 ноября) и главный (26 ноября 2012 — 29 января 2013) тренер команды МХЛ «Тюменский легион». В 2013—2020 годах — тренер в школе «Рубина».
Обладатель звания «Заслуженный тренер России», «Ордена дружбы», медали «За отцовскую доблесть».
Четверо сыновей и дочь. Константин Кузьмин (род. 1970) в первой половине 1990-х играл на позиции вратаря в командах низших лиг, затем — тренер (3 года подряд чемпион России среди кадетских училищ). Евгений Кузьмин (род. 1976) играл в 1990-х на позиции защитника. Роман Кузьмин (род. 1981) — вратарь, тренер. Егор Кузьмин (род. 1990) — сотрудник филиала ФХР в г. Сочи. Дочь Анастасия — мастер спорта по художественной гимнастике, тренер в СШ «Рубин» Тюмень. Внуки Милан и Александр также хоккеисты.